# Bottineau
Bottineau és una ciutat i seu del Comtat de Bottineau a l'estat de Dakota del Nord dels Estats Units d'Amèrica.

## Demografia
Segons el cens dels Estats Units del 2000 Bottineau tenia 2.336 habitants, 979 habitatges, i 550 famílies. La densitat de població era de 859 hab./km².
Dels 979 habitatges en un 24,4% hi vivien nens de menys de 18 anys, en un 47,6% hi vivien parelles casades, en un 6,4% dones solteres, i en un 43,8% no eren unitats familiars. En el 41,5% dels habitatges hi vivien persones soles el 24,2% de les quals corresponia a persones de 65 anys o més que vivien soles. El nombre mitjà de persones vivint en cada habitatge era de 2,1 i el nombre mitjà de persones que vivien en cada família era de 2,86.
Per edats la població es repartia de la següent manera: un 19% tenia menys de 18 anys, un 14,2% entre 18 i 24, un 18,9% entre 25 i 44, un 20,8% de 45 a 60 i un 27,2% 65 anys o més.
L'edat mediana era de 43 anys. Per cada 100 dones de 18 o més anys hi havia 85 homes.
La renda mediana per habitatge era de 29.022 $ i la renda mediana per família de 40.938 $. Els homes tenien una renda mediana de 29.286 $ mentre que les dones 20.089 $. La renda per capita de la població era de 16.530 $. Entorn del 5,4% de les famílies i el 10,9% de la població estaven per davall del llindar de pobresa.

## Poblacions properes
El següent diagrama mostra les poblacions més properes.